# شلي فيندغالين
شلي فيندغالين (بالإنجليزية: Chli Windgällen)‏ هو أحد جبال سلسلة جبال الألب غلاروس وجزء من القمة الأم غروس فيندغالين يقع في كانتون أوري, سويسرا. يبلغ ارتفاع الجبل حوالي 2986 متر، بينما يبلغ ارتفاع نتوء الجبل 265 متر.